# Primera División de voleibol 1967-68
La temporada 1967/1968 de la Liga Nacional de Balonvolea fue la IV edición de la competición. Tuvo como campeón al C.D. Hispano Francés de Barcelona.

## Clasificación
| Pos | Equipo                         | PJ | PG | PP | SF | SC | Pt. |
| --- | ------------------------------ | -- | -- | -- | -- | -- | --- |
| 1   | C.D. Hispano Francés Barcelona | 12 | 12 | 0  | 36 | 7  | 24  |
| 2   | Picadero J.C. Barcelona        | 12 | 9  | 3  | 32 | 14 | 21  |
| 3   | Club Atlético de Madrid        | 12 | 7  | 5  | 25 | 20 | 19  |
| 4   | Real Madrid C.F.               | 12 | 6  | 6  | 21 | 24 | 18  |
| 5   | Club Ferroviarios Langreo      | 12 | 5  | 7  | 24 | 24 | 17  |
| 6   | A.D. Antorcha Lérida           | 12 | 2  | 10 | 10 | 34 | 14  |
| 7   | C.A.U. Gijón                   | 12 | 1  | 11 | 8  | 33 | 13  |

El Universidad Laboral de Tarragona se retiró de la competición antes de iniciarse el campeonato.
La promoción la disputaron C.A.U. Gijón y Estudiantes de Valladolid